# Istočni Trojvrh
 Istočni Trojvrh  falu Horvátországban, Károlyváros megyében. Közigazgatásilag Josipdolhoz tartozik.

## Fekvése
Károlyvárostól 45 km-re délnyugatra, községközpontjától 8 km-re délkeletre a Plaški-mezőn, az Ogulinból Plaškiba tartó 42-es főút mentén fekszik. Nevét, mely keleti hármas hegyet jelent a felette emelkedő  magaslatról kapta.

## Története
Lakosságát csak 1948-óta számlálják önállóan. 1991-ig szerb többségű település volt, de délszláv háború során a szerbek nagy része elmenekült. 2011-ben a településnek 22, többségben katolikus horvát lakosa volt.

## Lakosság
| Lakosság változása | Lakosság változása | Lakosság változása | Lakosság változása | Lakosság változása | Lakosság változása | Lakosság változása | Lakosság változása | Lakosság változása | Lakosság változása | Lakosság változása | Lakosság változása | Lakosság változása | Lakosság változása | Lakosság változása | Lakosság változása |
| ------------------ | ------------------ | ------------------ | ------------------ | ------------------ | ------------------ | ------------------ | ------------------ | ------------------ | ------------------ | ------------------ | ------------------ | ------------------ | ------------------ | ------------------ | ------------------ |
| 1857               | 1869               | 1880               | 1890               | 1900               | 1910               | 1921               | 1931               | 1948               | 1953               | 1961               | 1971               | 1981               | 1991               | 2001               | 2011               |
| 0                  | 0                  | 0                  | 0                  | 0                  | 0                  | 0                  | 0                  | 245                | 132                | 119                | 79                 | 53                 | 85                 | 40                 | 22                 |